# Anton Dolgan (igralec)
Anton Dolgan, slovenski gledališki igralec, * 12. januar 1891, Kal, Pivka, † 15. februar 1933, Trst.

## Življenje in delo
V Trstu je končal strojni tečaj ter se kot mehanik najprej zaposlil v tržaški Tovarni strojev, potem v livarni Škabar, nazadnje pa pri Esso-Standardu. Dolgan je bil med ustanovitelji Dramatičnega krožka v Škednju pri Trstu, ki je deloval v letih 1920−1927,  štel 180 članov in imel lastno dramsko šolo, ki jo je vodil poklicni igralec Emil Kralj. Nastopal je v Govekarjevih Legionarjih in Rokovnjačih, Milčinskega Ciganih, Strindbergovem Pelikanu, Vošnjakovi Lepi Vidi, Novčanovi Veleji, Cankarjevem Kralju na Betajnovi, Jurčičevem Desetem bratu in še nekaterih drugih igrah.